# Col de Pimorent
El col de Puymorens (en catalán: coll de Pimorent) es el puerto francés que permite enlazar el valle del río Ariège y el del Carol. Culmina a 1.920 metros. Está abierto casi todo el año a la circulación de automóviles, excepto en periodos en los que sus accesos se encuentran nevados.
Este acceso es facilitado por el túnel de Pimorent, financiado y concedido a ASF, y abierto a la circulación de vehículos entre l'Hospitalet-près-l'Andorre y Porté-Puymorens.